# Doleschallia merguiana
Doleschallia merguiana är en fjärilsart som beskrevs av Evans 1924. Doleschallia merguiana ingår i släktet Doleschallia och familjen praktfjärilar. Inga underarter finns listade i Catalogue of Life.